# オーバーライヒェンバッハ (ミッテルフランケン)
オーバーライヒェンバッハ (ドイツ語: Oberreichenbach) は、ドイツ連邦共和国バイエルン州ミッテルフランケンのエアランゲン＝ヘーヒシュタット郡に属す町村（以下、本項では便宜上「町」と記述する）で、アウラハタール行政共同体を形成する。

## 地理
この自治体は、ノイシュタット・アン・デア・アイシュとエアランゲンの間に位置し、フランケンヘーエ自然公園の西端にあたる。

### 自治体の構成
この町は、公式にはオーバーランヒェンバッハ集落単独で構成される。

## 歴史
12世紀に、Richpachとして初めて文献上で言及されている。

## 行政

### 議会
オーバーライヒェンバッハの議会は、兼任の首長を含め13議席からなる。

### 紋章
図柄: 基部は銀と黒の市松模様。その上部は赤地と金地で左右に二分割。向かって左は、金の矢が突き刺さった左向き（向かって右向き）の雌ジカの上半身。向かって右は、銀の斜め帯と赤い爪を持つ黒い獅子。

## 引用
1. ↑  https://www.statistikdaten.bayern.de/genesis/online?operation=result&code=12411-003r&leerzeilen=false&language=de Genesis-Online-Datenbank des Bayerischen Landesamtes für Statistik Tabelle 12411-003r Fortschreibung des Bevölkerungsstandes: Gemeinden, Stichtag (Einwohnerzahlen auf Grundlage des Zensus 2011)
2. ↑  Bayerische Landesbibliothek Online